# Flamundo!
FlaMundo! is een cd-serie die elke twee à drie jaar wordt uitgebracht door Muziekcentrum Vlaanderen met de bedoeling wereldmuziek uit Vlaanderen te promoten in binnen- en buitenland. Op de cd's staat een verzameling van kleurrijke en avontuurlijke muziek die wordt gekenmerkt door linken met folk, world, of roots... De samenstelling gebeurt op basis van een bevraging van professionals uit het veld of in samenwerking met een internationale producer. De cd's zijn niet bedoeld voor verkoop maar worden onder professionals verspreid op Womex.

## Albums
- 2004: Flamundo!, met: Think of One Presents Chuva em pô, Belgian Afro Beat Association, Jaune Toujours, DAAU, Bal Des Boiteux, Laïs, Galatasaray, Traktor, Maskesmachine, The Internationals, Buscemi, Arsenal, Savana Station, Gabriel Ríos, El Tattoo del Tigre, Troissoeur, Olla Vogala, Urban Trad, Al-Harmoniah en Think of One Presents Marrakesh Emballages Ensemble
- 2006: Flamundo! 2, met: Think of One, The Internationals, Laïs, Orquesta Tanguedia, Tricycle, Prima Donkey, Jaune Toujours, Olla Vogala, Millenniums, Flat Earth Society, Va Fan Fahre, Arsenal, Myrddin, Ambrozijn, Ialma, Dazibao, Melike, Arabanda, DAAU en Orchestre International du Vetex
- 2008: Flamundo! 3, met: Think of One, Zeker weten, Va Fan Fahre, Millenniums, Orchestre International du Vetex, Laïs, Mec Yek, Ballroomquartet, Olla Vogala, La Panika, Buscemi, Capsule, Sahara Blue, Ghalia Benali, Hijaz, Tri a Tolia en Donkey Diesel
- 2011: Flamundo! 4, met: Antwerp Gipsy-Ska Orkestra, Va Fan Fahre, Los Callejeros, Orchestre International du Vetex, Baloji, La Chiva Gantiva, Balaxy Orchestra, Maguaré, Jaune Toujours, Pura Vida, Brassafrik, Marockin' Brass, Hijaz, Issa Sow, Blindnote, Wouter Vandenabeele, Bert Cornelis, Ghalia Benali, Arifa, Mógil, Bert Ostyn
- 2014: Flamundo! 5, met: Schengen Shege, Mamy Kanouté, El Juntacadáveres, Mâäk, La Sieste du Dromadaire, Black Flower, MANdolinMAN, Hijaz, Askanyi, Safar Republique, Melike, Aurélia, Jawhar, Jaune Toujours, UTZ, Bao Sissoko en Olla Vogala